# 구례 장씨
구례 장씨(求禮 張氏)는 전라남도 구례군을 본관으로 하는 한국의 성씨이다.

## 역사
구례 장씨(求禮 張氏)의 시조(始祖) 장악(張岳)은 안동 장씨(安東張氏) 시조 장정필(張貞弼)의 8대손이다. 《구례장씨족보》에 의하면, 장악(張岳)은 고려 인종(仁宗) 때 문하시중(門下侍中)으로 나이 70세에 입조(入朝)할 때마다 얼굴에 수심(愁心)이 가득하여 왕(王)이 그 까닭을 물어보자 그가 대답하기를 "신(臣)이 출생(出生)하여 자란 곳이 봉성(鳳城)인지라 고향이 생각나서 그러합니다."라고 하자 왕이 즉석에서 봉성(鳳城)을 식읍(食邑)으로 하사(下賜)하고 봉성군(鳳城君)에 봉하였다고 한다. 장악(張岳)의 자는 악(嶽), 호(號)는 이재(爾齋), 시호(諡號)는 양간(襄簡)이다. 시조의 묘소는 전라남도 구례군 구례읍 백련리에 있다.

## 인물
- 장필무(張弼武, 1510년 ~ 1574년) : 1543년(중종 38) 무과에 급제한 뒤 부산진첨절제사·제주목사·만포진첨절제사를 지냈다. 종사관(從事官)으로 명나라에 다녀온 뒤 온성판관으로 변방의 경계를 엄중히 하였다. 1572년(선조 5) 함경도병마절도사로서 오랑캐의 침입을 막았고, 1573년 경상좌도병마절도사가 되었다.

무인이면서도 역학(易學)에 밝았고, 명종·선조대의 무인으로서는 가장 청렴결백하기로 이름이 났으며, 죽은 뒤 청백리에 녹선되었다. 병조판서에 추증되었으며, 영동의 화암서원(花巖書院), 무주의 죽계서원(竹溪書院)에 제향되었다. 저서로 『백야유사』가 있다. 시호는 양정(襄貞)이다.
- 장의현(張義賢) : 1577년 해남현감, 1583년 부령부사를 역임하고, 1591년 장흥부사가 되어 임진왜란 때는 전라도방어사 이시언(李時言)의 조방장으로 활약하였다.

- 장지현(張智賢, 1536년 ~ 1593년) : 헌부 감찰 증병조참의로 임진왜란 때 의병장으로 추풍령에서 순절하여 선고(先考)와 형제(兄弟) 모두 영동 화엄서원, 무주 죽계서원에 배향되었으며 무주 괴목리에 정문 [忠信]을 세워 표창하였다.

## 본관
구례(求禮)는 전라남도 구례군 일대의 지명이다. 백제의 구지차현(仇知次縣) 또는 구차례현(求次禮縣)이었으나, 신라 통일 후 757년(경덕왕 16)에 구례현(求禮縣)으로 고쳐지고 곡성군에 속하였다. 1018년(고려 현종 9)에는 남원부(南原府)의 관할이었고, 1143년(인종 21)에 독립하여 감무(監務)가 파견되었다. 1413년(태종 13) 구례현으로 승격하였고 현감이 파견되었다. 별호는 봉성(鳳城)이다. 1499년(연산군 5)에 부곡(部曲)으로 강등되었다가 1507년(중종 2)에 다시 현으로 환원되었다. 1895년 23부제 실시로 남원군 구례군이 되었다가 1896년 전라남도 구례군이 되었다.

## 과거 급제자
구례 장씨는 조선시대 문과 급제자 2명, 무과 급제자 5명, 사마시 합격자 6명을 배출하였다.
문과
장서한(張瑞翰) 장희재(張熙載) 
무과
장계신(張戒信) 장생(張生) 장쇠(張金) 장업(張嶫) 장필무(張弼武) 
생원시
장언후(張彦厚) 장우겸(張友謙) 장치운(張致雲) 장희재(張熙載)  
진사시
장경재(張景載) 장희(張禧) 

## 인구
- 1985년 구례 장씨 (2,428가구 10,670명) + 봉성 장씨 (163가구 760명) = 11,430명
- 2000년 구례 장씨 (3,326가구 10,570명) + 봉성 장씨 (451가구 1,433명) = 12,003명
- 2015년 구례 장씨 15,571명 + 봉성 장씨 1,670명 = 17,241명